# منيرة الصلح
منيرة الصلح (مواليد 1978 في بيروت) فنانة تشكيلية لبنانية هولندية.

## حياة وتعليم
ولدت في 1978 لأب لبناني وأم سورية, في عام 1989، خلال الحرب الأهلية اللبنانية، غادرت عائلة منيرة الصلح بيروت وهاجرت إلى دمشق في سوريا. درست صلح الرسم في الجامعة اللبنانية في بيروت (1998 حتى 2001) والفنون الجميلة في أكاديمية جيريت ريتفيلد في أمستردام (2003-2006)، وكانت في أمستردام (2007-2008). تعيش وتعمل في بيروت وأمستردام.

## روابط خارجية
- https://www.mouniraalsolh.com/ - الموقع الرسمي
- Video interview من الأساتذة الهولنديين